# 100码赛跑

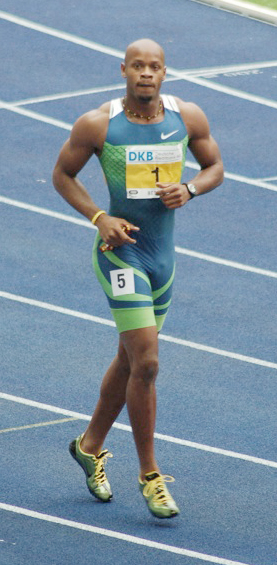
阿萨法·鲍威尔是目前100碼世界纪录保持者，成绩为9.07秒。

100碼短跑（英語：100-yard dash）是100碼（91.44米）的田徑項目。 直到1966年，它一直是英聯邦運動會的一部分。而在1904年被列入奧運會的十項全能運動之中。100碼短跑在國際賽事中並沒有普遍使用，並已被100米賽跑所取代。而在美國，100碼賽事偶然也會舉行。